# Arakawa Under the Bridge
Arakawa Under the Bridge (jap. 荒川アンダー ザ ブリッジ Arakawa Andā za Burijji) – manga autorstwa Hikaru Nakamury. Ukazała się po raz pierwszy w japońskim magazynie Young GanGan 3 grudnia 2004 roku. Na jej podstawie powstało anime, stworzone przez studio Shaft, którego pierwszy odcinek został wyemitowany 4 kwietnia 2010 roku przez TV Tokyo. W ostatnim odcinku została zapowiedziana druga seria anime.

## Opis fabuły
Jest to opowieść o Kō Ichinomiya, młodym biznesmenie, który od urodzenia był uczony, że na wszystko trzeba zapracować samemu. Jego ojciec od zawsze wpajał mu jedną regułę: „Nigdy nie polegaj na innych”. Pewnego dnia, przez przypadek, wpada do rzeki. Z opresji ratuje go dziewczyna o imieniu Nino. Chłopak jest załamany, gdyż ma u niej teraz dług w postaci uratowania życia. W ramach jego spłaty, Nino pyta chłopaka, czy mógłby się w niej zakochać. Tak zaczyna się nowe życie Kō pod mostem, gdzie z czasem poznaje całą społeczność Arakawy.

## Bohaterowie
Kō Ichinomiya (市ノ宮 行 Ichinomiya Kō)
Seiyū: Hiroshi Kamiya
Kō jest młodym (22-letnim) biznesmenem i spadkobiercą rodzinnego przedsiębiorstwa Ichinomiya Company. Kończy Uniwersytet Tokijski z samymi najlepszymi ocenami. Wszystkie wydatki (takie jak np. czynsz za mieszkanie itp.) płaci sam. Jego życie zmienia się z momentem poznania Nino – dziewczyny, która uratowała go przed utonięciem w rzece. W ramach spłaty długu chłopak proponuje swojej wybawicielce nowy dom, lecz dziewczyna nie pragnie rzeczy „materialnych”. Jej prośbą jest, aby Kō się w niej zakochał. Biznesmen postanawia zamieszkać pod mostem, ponieważ chce żyć zgodnie z rodzinnym mottem („Nigdy nie polegaj na innych”) i pozbyć się zaciągniętego długu. Od Zarządcy otrzymuje imię „Rekrut” (リクルート Rikurūto), w skrócie: „Ric” (Riku). Gdy zaciągnie u kogoś dług i nie wie, jak może go spłacić, dostaje ataku astmy. Mieszka w „willi”, która początkowo jest pustym szczytem filaru pod mostem, lecz Ric szybko wybudował sobie odpowiedni apartament. Po pewnym czasie zakłada szkołę pod mostem. Bardzo boi się swojego ojca.
Nino (ニノ Nino)
Seiyū: Maaya Sakamoto
Tajemnicza dziewczyna mieszkająca pod mostem w Arakawie. Twierdzi, że jest Wenusjanką. Jej imię jest zlepkiem wyrazów i pochodzi od napisu na bluzie, którą zawsze nosi: „Drugi rok, klasa 3” (po japońsku: „Ni-no-san”). Jest świetnym pływakiem. Jej pracą w wiosce jest łowienie i dostarczanie mieszkańcom Arakawy ryb. Często zapomina o różnych rzeczach i Kō musi jej przypominać. Mieszka w domu z tektury. Ma w nim wspaniałe łoże obite aksamitem, lecz dziewczyna woli spać w szufladzie pod łóżkiem.
Zarządca (村長 Sonchō)
Seiyū: Keiji Fujiwara
Twierdzi, że jest 620-letnią kappą. Tak naprawdę nosi on zielony kostium kappy. Można to zauważyć poprzez liczne suwaki i kawałek skóry szyi wystający spod zielonego przebrania. Może zmieniać długość swoich włosów poprzez obracanie łysego miejsca na czubku jego głowy. Jest szefem wioski i każdy, kto chce zamieszkać pod mostem, musi dostać jego pozwolenie i nowe imię.
Gwiazda (星 Hoshi)
Seiyū: Tomokazu Sugita
24-letni piosenkarz. Często daje koncerty w wiosce, ale słowa jego piosenek często nie mają zbyt dużego sensu. Kocha się w Nino i jest zazdrosny z powodu tego, że jest ona dziewczyną Kō. Pod maską gwiazdy ma maskę księżyca i dopiero prawdziwą twarz. Lubi chodzić do pobliskiego sklepu w celu zakupu papierosów. Przez cztery lata był jednym z najlepszych piosenkarzy, ale okazało się, że nigdy nie będzie mógł śpiewać własnych piosenek. Nino uświadomiła mu, że powinien tworzyć je z myślą o kształtowaniu siebie.
Siostra (シスター Shisutā)
Seiyū: Takehito Koyasu
Silny mężczyzna ubrany w strój zakonnicy. Jest 29-letnim Brytyjczykiem. Po prawej stronie twarzy ma bliznę. Każdej niedzieli odprawia mszę, która trwa zaledwie kilka sekund. Zagadką jest, że Siostra ubrany jest w strój katolicki, a na jego kościele widnieje krzyż prawosławny. Pod szatą nosi wojskowe ubranie, ponieważ dawniej był żołnierzem i nadal ma przy sobie broń. Jest zakochany w Marii, lecz ona go ignoruje i często doprowadza do wściekłości (objawia się ona nagłym atakiem krwawienia z rany na prawym policzku Siostry). Jest dobry w robieniu ciasteczek i innych słodyczy.
Białas (シロ Shiro)
Seiyū: Hochū Ootsuka
Miły mężczyzna w średnim wieku, który ma obsesję na punkcie chodzenia po białych liniach (stąd jego imię, które dosłownie oznacza „Biały”). Pochodzi z Hokkaido. Jego prawdziwe imię to Toru Shirai (白井 通). Zanim zamieszkał pod mostem, był urzędnikiem.
Metalowi Bracia (鉄人兄弟 Tetsujin Kyōdai)
Seiyū: Ryoko Shintani/Yūko Sanpei
Para młodych chłopców (braci) w marynarskich ubraniach. Na głowach noszą metalowe hełmy. Podobnie jak Gwiazda, są zazdrośni o relacje Kō z Nino. Twierdzą, że posiadają psychiczne moce, a ich hełmy utrzymują je pod kontrolą, więc nie mogą ich zdejmować, aby nie wykryło ich wojsko. Pod mostem prowadzą łaźnię (chętny może wykąpać się w beczce po oleju).
P-ko (P子 Pīko)
Seiyū: Chiaki Omigawa
Młoda rudowłosa dziewczyna. Uprawia warzywa dla wioski w swoim ogrodzie. Mimo dobrych chęci, jest bardzo niezdarna. Jest zakochana w Zarządcy. Wyjeżdża tuż przed zimą w poszukiwaniu nasion, zamierza zrobić prawo jazdy.
Maria (マリア Maria)
Seiyū: Miyuki Sawashiro
Jest kobietą o różowych włosach, która prowadzi małe gospodarstwo. Mieszkańcy Arakawy dostają od niej mleko z jej mleczarni. Mimo pięknego wyglądu, jest sadystyczna. Lubi obrażać innych (szczególnie Siostrę).
Stella (ステラ Sutera)
Seiyū: Chiwa Saitō
Mała blondwłosa dziewczynka z sierocińca w Anglii, który prowadziła Siostra. Początkowo wyglądała na niewinną i słodką dziewczynkę, lecz tak naprawdę jest silnym wojownikiem, którego trenuje Siostra. Szybko popada w złość i wtedy zmienia się w ogromnego siłacza (pokazując swoją wyższość) mówiącego grubym i groźnym głosem.
Seki Ichinomiya (市ノ宮 積 Ichinomiya Seki)
Seiyū: Rikiya Koyama
Ojciec Kō.
Terumasa Takai (高井 照正 Takai Terumasa)
Seiyū: Chou
Sekretarz Kō. Gdy opuściła go żona, został sekretarzem Kō w jednej z jego firm. Bardzo kocha Kō i traktuje go jak syna.
Shimazaki (島崎 Shimazaki)
Seiyū: Rie Tanaka
Osobista asystentka Takaiego. Chociaż jest asystentką Takaiego, otrzymuje polecenia bezpośrednio od Sekiego Ichinomiya, bez wiedzy Takaiego.
Ostatni Samuraj (ラストサムライ Rasuto Samurai)
Seiyū: Yūichi Nakamura
Prowadzi mały salon fryzjerski pod mostem. Jest zdolny ostrzyc każdego w kilka sekund. Pochodzi z rodziny samurajów. Miecz, który ma przy sobie, otrzymał w spadku po swoich przodkach. Przed przeprowadzką pod most, był sławnym fryzjerem, który podbijał serca swoich klientek.
Billy (ビリー Birī)
Seiyū: Fumihiko Tachiki
Mężczyzna z papuzią maską na głowie. Kocha Jacqueline, choć nie mówi jej tego, gdyż twierdzi, że nie ma takich słów, którymi mógłby wyrazić, co do niej czuje.
Jacqueline (ジャクリーン Jakurīn)
Seiyū: Yuko Goto
Kobieta w przebraniu pszczoły. Kocha Billy’ego, lecz jest to, jak sama twierdzi, „zakazana miłość”.

## Lista odcinków

### Arakawa Under the Bridge (sezon 1)
| #  | Tytuł               | Tytuł japoński                | Premiera (TV Tokyo) |
| -- | ------------------- | ----------------------------- | ------------------- |
| 01 | 1 Bridge (Most 1)   | Ichi Burijji (1 ブリッジ)     | 4 kwietnia 2010     |
| 02 | 2 Bridge (Most 2)   | Ni Burijji (2 ブリッジ)       | 11 kwietnia 2010    |
| 03 | 3 Bridge (Most 3)   | San Burijji (3 ブリッジ)      | 18 kwietnia 2010    |
| 04 | 4 Bridge (Most 4)   | Yon Burijji (4 ブリッジ)      | 25 kwietnia 2010    |
| 05 | 5 Bridge (Most 5)   | Go Burijji (5 ブリッジ)       | 2 maja 2010         |
| 06 | 6 Bridge (Most 6)   | Roku Burijji (6 ブリッジ)     | 9 maja 2010         |
| 07 | 7 Bridge (Most 7)   | Nana Burijji (7 ブリッジ)     | 16 maja 2010        |
| 08 | 8 Bridge (Most 8)   | Hachi Burijji (8 ブリッジ)    | 23 maja 2010        |
| 09 | 9 Bridge (Most 9)   | Kyū Burijji (9 ブリッジ)      | 30 maja 2010        |
| 10 | 10 Bridge (Most 10) | Jū Burijji (10 ブリッジ)      | 7 czerwca 2010      |
| 11 | 11 Bridge (Most 11) | Jū Ichi Burijji (11 ブリッジ) | 14 czerwca 2010     |
| 12 | 12 Bridge (Most 12) | Jū Ni Burijji (12 ブリッジ)   | 21 czerwca 2010     |
| 13 | 13 Bridge (Most 13) | Jū San Burijji (13 ブリッジ)  | 28 czerwca 2010     |